# Кайзер, Кая
Кая Кайзер (словен. Kaja Kajzer,; род. 31 января 2000) — словенская дзюдоистка, выступающая в весовой категории до 57 кг. Двукратный серебряный призёр чемпионатов Европы. Участница летних Олимпийских игр 2020 и 2024 годов.

## Биография
Кая Кайзер родилась 31 января 2000 года в Любляне.

## Карьера
В 2021 году на чемпионате Европы в Лиссабоне завоевала серебряную медаль в весовой категории до 57 кг. В финальной схватке уступила сопернице из Косово Норе Гяковой.
Летом 2021 года приняла участие в летних Олимпийских играх, которые состоялись в Токио. В весовой категории до 57 кг в схватке за бронзовую медаль, куда смогла пробиться через утешительные поединки, уступила канадке Джессике Климкейт.
В апреле 2024 года, в Загребе на чемпионате Европы в категории до 57 кг завоевала серебряную медаль. В финальной схватке уступила сопернице из Украины Дарье Белодед.
В июле 2024 года принимала участие в летних Олимпийских играх в Париже. В весовой категории до 57 кг уступила в первом же поединке спортсменке из Израиля Тимне Нельсон-Леви.